# Wasted Years
Singles de Iron Maiden
Run to the Hills (live, 1985) Stranger in a Strange Land
Wasted Years est le quatorzième single du groupe de heavy metal britannique Iron Maiden et le premier issu de l’album Somewhere in Time de 1986.
C’est le premier single écrit par le guitariste Adrian Smith seul. Le disque atteint la dix-huitième place dans les charts britanniques. C’est la seule chanson de l’album Somewhere in Time sur laquelle il n’y a pas de synthétiseur. La pochette est une référence à Doctor Who : c’est le point de vue de Eddie depuis un vaisseau spatial alors qu’il est à la poursuite du TARDIS du Docteur. Une référence similaire est visible au dos de la pochette de l’album sur laquelle on aperçoit le TARDIS du Docteur sur le toit d’un immeuble.
Le clip prend une forme inattendue pour le groupe, puisqu’il est en grande partie en noir et blanc et que l’on y voit une alternance entre des images d’archives du groupe durant diverses activités en tournée ainsi que des images de clips précédents.
La face B est Reach Out, un morceau dont le chant principal est assuré par Adrian Smith, et où Bruce Dickinson se contente des chœurs. Smith joue aussi la basse et la guitare. Le morceau a été joué en concert par Nicko McBrain et Adrian Smith dans le cadre de leur groupe « The Entire Population of Hackney ».
La chanson Sheriff of Huddersfield traite de la décision du manager du groupe Rod Smallwood de déménager à Los Angeles et de s’acheter une maison dans les collines de Hollywood. Le manager a eu du mal à s’adapter au mode de vie de Los Angeles et se plaignait souvent aux membres du groupe. Rod Smallwood ne savait rien de l'existence de cette chanson jusqu'à sa sortie. Elle débute par un passage parlé : “We're on a mission from Rod ("nous sommes en mission pour Rod"), une parodie du slogan du film The Blues Brothers. En 1992, une chanson similaire raillant Smallwood est publiée en tant que morceau sans titre ("Space Station No. 5"'s epilogue) sur la face B du single Be Quick or Be Dead.

## Pistes
1. Wasted Years (Adrian Smith) – 5:06
2. Reach Out (Dave Colwell) – 3:31
3. Sheriff of Huddersfield (Iron Maiden) – 3:35

## Crédits
- Bruce Dickinson – chant
- Dave Murray – guitare
- Adrian Smith – guitare, chœurs (Chant principal et basse sur "Reach Out")
- Steve Harris – guitare basse, chœurs
- Nicko McBrain – batterie